# Березовская, Алёна Александровна
Алёна Алекса́ндровна Березо́вская  (род. 2 июня 1988, Днепропетровская область, УССР, СССР) — украинская и российская журналистка, общественный деятель, бывший главный редактор российского государственного интернет-издания «Украина.ру».

## Образование
Алёна Березовская окончила факультет государственного и муниципального управления московского Института экономики и социальных отношений.
Первичное образование по специальности журналист-продюсер телевизионных программ получила в «Интершколе» при телеканале «Интер» (Украина).

## Карьера
2008—2011 — Журналистка украинского интернет-издания «Обозреватель» Специализировалась на политических, правовых и экономических вопросах, а также проводила журналистские расследования в области медицины.
2009—2012 — автор и ведущая совместной программы «Обозреватель.ua» и Первого национального телеканала «Вопросы».
2011—2013 — учредитель, главный редактор англоязычной газеты «The Kiev Times».
2011—2013 — автор и ведущая программы «Завтрак с Алёной Березовской» в издании «Обозреватель.ua».
Входила в журналистский пул президента Украины Виктора Януковича, отношения с которым СМИ описывали как близкие.
После свержения Виктора Януковича в ходе Евромайдана переехала в Российскую Федерацию.
С июня 2014 по май 2016 года — главный редактор российского государственного интернет-издания «Украина.ру», открытого российским государственным информационным агентством «Россия сегодня».
В 2014—2015 годах сняла три документальных фильма «Украина.ру» (о «кукловодах и актёрах Майдана» и о украинской нации, как проекте Запада), «Право выбора» и «Дети АТО».
Была пиар-консультантом и спичрайтером ряда украинских политиков. Является автором аналитических статей на сайте ria.ru и экспертом в программе «Реплика» на телеканале «Россия-24».
В сентябре 2015 года попала в санкционный список Украины, длительность санкций равна одному году.
С мая 2017 года постановлением СНБО запрещён въезд на Украину и наложен арест на принадлежащее имущество.
По состоянию на апрель 2023 г. была журналисткой телеканала Россия-24.

## Благотворительность и общественная деятельность
В 2010—2013 годах была руководителем Благотворительного фонда Александра Онищенко.
В 2013 году основала общественную организацию «За Православную Украину». Награждена орденом Святой равноапостольной княгини Ольги за заслуги перед Украинской православной церковью.

## Взгляды
Является сторонницей Большой Европы от Лиссабона до Владивостока, базирующейся на традиционных христианских ценностях. Выступает за укрепление всесторонних связей между Россией, Украиной и Белоруссией.
Выступала с критикой Евромайдана и новых украинских властей, пришедших на смену Януковичу, которые «планируют создать государство на базе фашистской идеологии».